# On Land
Ambient 4: On Land (publicado en abril de 1982) es un álbum del músico de ambient inglés Brian Eno. Se trata de la entrega final de su serie Ambient, que comenzó en 1978 con Music for Airports.

## Lista de canciones
Todas las canciones compuestas por Brian Eno excepto cuando indicado de otra manera.
1. "Lizard Point" (Eno, Michael Beinhorn, Axel Gros, Bill Laswell) – 4:34
2. "The Lost Day" – 9:13
3. "Tal Coat" – 5:30
4. "Shadow" – 3:00
5. "Lantern Marsh" – 5:33
6. "Unfamiliar Wind (Leeks Hills)" – 5:23
7. "A Clearing" – 4:09
8. "Dunwich Beach, Autumn, 1960" – 7:13

## Características
On Land es posiblemente el más "oscuro" de los cuatro álbumes de la serie Ambient, y puede considerarse como arquetípico del dark ambient, aunque al mismo tiempo posee ciertas notas orgánicas y melancólicas.
Está formado por una mezcla formada por notas de sintetizador, sonidos y grabaciones tomadas de la naturaleza, así como toda otra serie compleja de sonidos inusuales tomados de grabaciones previas no publicadas o de sesiones en el estudio.

## Créditos
- Brian Eno - varios
- Michael Beinhorn - sintetizador (tema 1)
- Axel Gros - guitarra (tema 1)
- Bill Laswell - baso (tema 1)
- Jon Hassell - trompeta (tema 4)
- Michael Brook - guitarra (tema 8)
- Daniel Lanois - ecualización en directo (tema 8)
- Ingeniero: Andy Lydon (Londres), Barry Sage, Cheryl Smith, Daniel Lanois (Canadá), John Potoker (NY), Julie Last (NY), Martin Bisi, Neal Teeman
- Agradecimientos: Robert Quine, Alex Blair, Harold Budd, Laraaji y Danny Lanois
- Masterizado por: Greg Calbi en Sterling Sound, Nueva York
- Artwork, diseño y texto: Brian Eno
- Tipografía: Chong-Donnie

## Ediciones
| País           | Sello       | Cat. N.º                 | Formato | Fecha |
| -------------- | ----------- | ------------------------ | ------- | ----- |
| US             | Editions EG | EGED 20                  | LP      | 1982  |
| France         | Polydor     | 2311 107                 | LP      | 1982  |
| Australia & NZ | Editions EG | 2311 107                 | LP      | 1982  |
| UK             | Editions EG | EEGCD 20                 | CD      | 1986  |
| UK             | Virgin      | ENOCD 8 7243 8 66499 2 8 | CD      | 2004  |